# أميليوس لودفيغ ريختر
أميليوس لودفيغ ريختر (بالألمانية: Ämilius Ludwig Richter)‏ هو قانوني وأستاذ جامعي ألماني، ولد في 15 فبراير 1808 في شتولبن في ألمانيا، وتوفي في 8 مايو 1864.